# Джени Иванова
Джени Господинова Иванова e българска съвременна художничка. Стилът ѝ на рисуване е декоративен, абстрактен и геометричен.

## Биография
Родена е на 15 април 1990 г. в град Ямбол. Учи в изобразителна паралелка до 7. клас в ОУ „Св. Климент Охрисдки“ в град Ямбол. През 2004 г. кандидатства в Национална художествена гимназия „Димитър Добрович“ в град Сливен, където е приета специалност „Иконопис“ в класа на Александър Дойчинов. След завършване на средното си образование се мести да живее в град София, където следва и получава бакалавърска степен в НХА – специалност „Стенопис“ в курса на проф. Ружко Челебиев. През 2016 г. завършва и магистърска степен в НХА „Сценография за драматичен театър“ в курса на доц. Марина Райчинова. С дипломната си работа по романа на Уилям Уортън „Пилето“ печели най-голямата награда на НХА за дипломирани магистри – двумесечна творческа специализация в Cité internationale des arts, Париж. От 2018 г. е член на Съюза на българските художници в секция „Монументални изкуства".

## Творчество
Първите ѝ творчески търсения след академията са колажи, рисунки, картини с маслени бои, позлати и икони.
През 2019 г. прави първата си самостоятелна изложба „Кресчèндо“ в бар „Петък“, София.
През 2023 г. открива втората си самостоятелна изложба „Персона“ в бижутерска къща Велмар. Изложбата влючва 15 броя картини с ювелирни женски портрети.
През 2021 г. една от нейните картини – „Трепети“ – ѝ печели награда за млад автор от Национална изложба биенале „Тенец“ на Художествена галерия „Кирил Петров“, Монтана.

## Изложби
- Национална изложба – конкурс за живопис и скулптура „Млади български художници“ 2023 г., ХГ „Райко Алексиев“, София;
- Изложба – „Монументално-кавалетно“ 2023 г. – 45 г. секция Монументални изкуства, СБХ, София.
- Национално биенале за съвременно българско изкуство „Приятели на морето“ 2022 г., - ХГ „Петко Загорски“, Бургас.
- Магистърска програма „Сценография за драматичен театър“, към катедра „Сценография“, 15 – 26 февруари 2016 г., София.[4]
- Изложба „Музиката в линия, форма и цвят“. 6 юли 2021 г., Сливен, галерия „Май“.[5]
- Пътуваща изложба „Преоткриване 2016“, 2017 г.[6]
- Фрагменти vol. 2, 28 юни 2018 г., Сливен, галерия „Май“.[7]
- Петот биенале на църковните изкуства, 18 октомври – 18 ноември 2017 г., Велико Търново.[8]
  - „Снятие Христово“, 2014 г., яйчна темпера,
  - „Св. Йоан Кръстител“, 2013 г., яйчна темпера,
- Национално триенале по живопис „Мостове“ 2021 г., Художествена гимназия „Христо Цокев“, Габрово.[9]
  - „Преодоляване“, маслена живопис.

## Награди
- Награда за дипломиран магистър от НХА – творческа резиденция – специализация в Cité Internationale Des Arts, Париж (2016)[1]
- Награда за млад автор от сдружение „Приятели на Радичков“ (2021)[10]